# You're Beautiful
You're Beautiful este o piesă pop scrisă de James Blunt, Sacha Skarbek și Amanda Ghost, care face parte din albumul de debut al lui James Blunt, Back to Bedlam, 2004. Piesa a obținut un succes imens la nivel mondial, ajungând pe primele locuri din topurile din Australia, Marea Britanie, Statele Unite ale Americii, Canada, Irlanda și Italia. De asemenea, în 2006, „You're Beautiful” a primit premiul Ivor Novello Award.
„You're Beautiful” a primit trei nominalizări la premiile Grammy în 2007, iar versurile melodiei a câștigat două premii MTV Video Music Awards.
Conform revistei The Rolling Stones, piesa lui James Blunt a ajuns pe locul 7 în topul celor mai enervante melodii din istorie.

## Inspirație
Presa a spus că piesa „You're Beautiful” a fost inspirată de o fostă prietenă a lui James Blunt, Dixie Chassay, director de distribuție al filmului Harry Potter, dar Blunt a negat aceste zvonuri. Pe 8 martie 2008, Blunt a recunoscut în show-ul Oprah Winfrey, că piesa „You're Beautiful” vorbește despre fosta lui iubită, în care, într-un mod neașteptat, s-au întâlnit la un metrou din Londra, ea fiind cu un alt bărbat.

## Clasament
| (2005/2006)                       | Poziție |
| --------------------------------- | ------- |
| Argentina Top 40 Singles          | 2       |
| ARIA Charts                       | 2       |
| Austrian Singles Chart            | 6       |
| Belgian Singles Chart             | 1       |
| Canadian BDS Airplay Chart        | 1       |
| Czech IFPI Chart                  | 1       |
| Dutch Top 40                      | 1       |
| French Singles Chart              | 5       |
| German Singles Chart              | 2       |
| Irish Singles Chart               | 1       |
| Italy Airplay Chart               | 1       |
| Latin America Top 40              | 1       |
| Latvian Airplay Top               | 1       |
| New Zealand Chart                 | 4       |
| Norwegian Singles Chart           | 1       |
| Swiss Singles Chart               | 2       |
| Swedish Singles Chart             | 1       |
| UK Singles Chart                  | 1       |
| U.S. Billboard Hot 100            | 1       |
| U.S. Billboard Pop 100            | 1       |
| U.S. Billboard Hot Digital Tracks | 1       |
| U.S. Billboard Adult Top 40       | 1       |
| U.S. Billboard Adult Contemporary | 1       |
| U.S. Billboard Top 40 Mainstream  | 5       |
| U.S. Billboard Latin Pop Tracks   | 40      |
| U.S. ARC Weekly Top 40            | 1       |
| United World Chart                | 2       |

## Premii
| Țară                       | Disc       |
| -------------------------- | ---------- |
| Australia(ARIA)            | Platină    |
| Belgia                     | Aur        |
| Canada                     | 2× Platină |
| Germania                   | Platină    |
| Italia                     | Platină    |
| Suedia                     | Platină    |
| Elveția                    | Aur        |
| Marea Britanie             | Platină    |
| Statele Unite ale Americii | 2× Platină |